# بی‌بند
بی‌بند (B-band) یکی از گروه‌های موسیقی راک ایرانی است که کار خود را از سال ۱۳۹۰ آغاز کرد.

## تاریخچه
هواداران موسیقی زیرزمینی، بهزاد خیاوچی را به خوبی می‌شناسند. او با همراهی گروه سرخس آلبوم مرداد ۸۵ را منتشر کرد.
گروه سرخس با انتشار آلبوم تجربی مرداد ۸۵ به کار خود پایان داد.
بعد از گذشت پنج سال بهزاد خیاوچی با گروه بی‌بند دوباره به عرصه موسیقی راک زیرزمینی بازگشت.
گروه سرخس نیز با ترکیب پیشین خود(یوری آکوپ، پیتر آکوپ و بهزاد خیاوچی) پس از پانزده سال سکوت فعالیت تازه‌ی خود را در بهار سال ۱۴۰۰ آغاز کرد.

## اعضا
- بهزاد خیاوچی: وکالز/گیتار/سینتی‌سایزر/شعر
- کسرا ابراهیمی: درامز/ضبط/میکس
- حامد حمیدزاده: بیس
- امیراشکان فلاح: بک وکالز/گیتار/موزیک/شعر

## آلبوم‌ها
- نمی‌شنوم صداتو (۱۳۹۱)
- نه‌پیچیده (۱۳۹۲)
- دنباله‌دار (۱۳۹۶)
- عوارض جانبی (۱۳۹۸)

| نمی‌شنوم صداتو | نمی‌شنوم صداتو               | نمی‌شنوم صداتو |
| شماره         | نام                         | مدت           |
| ------------- | --------------------------- | ------------- |
| ۱.            | «بی‌نام»                     | ۰:۴۰          |
| ۲.            | «یه چیزی بده به من»         | ۴:۳۰          |
| ۳.            | «یه روزی، یه جایی، یه جوری» | ۴:۵۹          |
| ۴.            | «تهران»                     | ۳:۳۶          |
| ۵.            | «ترس»                       | ۴:۲۶          |
| ۶.            | «گمشده»                     | ۵:۰۷          |
| ۷.            | «پنجره‌ها»                   | ۴:۰۲          |
| ۸.            | «شبه»                       | ۵:۱۵          |
| ۹.            | «دوباره جنگ»                | ۴:۳۹          |
| ۱۰.           | «جعبه سیاه»                 | ۴:۳۶          |
| ۱۱.           | «بیا به دنبال من»           | ۴:۵۸          |
| ۱۲.           | «همیشه همینه»               | ۵:۱۷          |
| ۱۳.           | «بخون نگارم، بخون»          | ۴:۲۱          |
| ۱۴.           | «کجایی»                     | ۳:۵۰          |
| ۱۵.           | «جواب بده»                  | ۴:۲۹          |

| نه‌پیچیده | نه‌پیچیده                 | نه‌پیچیده |
| شماره    | نام                      | مدت      |
| -------- | ------------------------ | -------- |
| ۱.       | «۵۲۸ هرتز»               | ۳:۴۷     |
| ۲.       | «درمون»                  | ۴:۱۰     |
| ۳.       | «پازل ناتموم»            | ۳:۵۶     |
| ۴.       | «سایه‌های بلند»           | ۴:۱۲     |
| ۵.       | «کویر دل»                | ۴:۲۳     |
| ۶.       | «از چشم من»              | ۳:۵۶     |
| ۷.       | «در بند»                 | ۴:۰۷     |
| ۸.       | «تلخ»                    | ۴:۲۲     |
| ۹.       | «ما همه خوبیم»           | ۵:۰۱     |
| ۱۰.      | «دوستای خیالی»           | ۴:۴۶     |
| ۱۱.      | «نقطه به نقطه، خط به خط» | ۳:۲۴     |
| ۱۲.      | «از چشمی بهادر»          | ۳:۵۶     |

| دنباله‌دار | دنباله‌دار     | دنباله‌دار |
| شماره     | نام           | مدت       |
| --------- | ------------- | --------- |
| ۱.        | «زخم»         | ۳:۴۸      |
| ۲.        | «داغون»       | ۳:۵۸      |
| ۳.        | «امیدی هست»   | ۴:۳۷      |
| ۴.        | «تنهایی»      | ۴:۴۶      |
| ۵.        | «رنگین‌کمون»   | ۴:۵۱      |
| ۶.        | «میدون مین»   | ۴:۳۵      |
| ۷.        | «دیوهای مست»  | ۵:۲۰      |
| ۸.        | «یه بار مصرف» | ۵:۵۲      |

| عوارض جانبی | عوارض جانبی | عوارض جانبی |
| شماره       | نام         | مدت         |
| ----------- | ----------- | ----------- |
| ۱.          | «آرام‌بخش»   | ۵:۰۷        |
| ۲.          | «ابر خیال»  | ۴:۱۵        |
| ۳.          | «سیاه‌چاله»  | ۴:۳۸        |
| ۴.          | «بیمار»     | ۳:۲۱        |
| ۵.          | «بدرقه»     | ۳:۵۴        |
| ۶.          | «کلاغ»      | ۳:۲۲        |
| ۷.          | «ماسک»      | ۴:۱۱        |

## تک‌ترانه‌ها
- خیابون[۳]
- کویر دل: کاور آهنگ قدیمی مرجان (خواننده)[۴]
- Cevap-VER: ترانهٔ جواب بده به زبان ترکی
- Y3-CH1Z1-B3D3-B3-M4N-K3-B3Z4N4M-N4B4SH4M: میکس ترانهٔ «یه چیزی بده به من» توسط Pay-Mann
- اتاق شناور
- حافظه‌ی کوتاه
- خرابم کن
- دنیا
- جاده‌ی شب
- سیکل بیهوده
- وقتی تو نیستی